# Campoplex hullensis
Campoplex hullensis är en stekelart som först beskrevs av Henry Lorenz Viereck 1925.  Campoplex hullensis ingår i släktet Campoplex och familjen brokparasitsteklar. Inga underarter finns listade.